# だいせんホワイトリゾート
だいせんホワイトリゾートは、鳥取県西伯郡大山町大山にあるスキー場の総称である。
旧名称は大山スキー場（だいせんスキーじょう）。2010年度（平成22年度）のシーズンより、総称を「だいせんホワイトリゾート」に変更している（後述）。

## 概要
大山北斜面の裾野に広がっており、スキー場は大山隠岐国立公園内に位置している。面積・リフト数とも西日本においてトップクラスを誇る。また、晴れた日にはゲレンデから日本海を一望できるスキー場でもある。
2010年（平成22年）、大山町は町内4か所のスキー場を一体運営する管理組合「だいせんホワイトリゾート」へ移管し、同時に指定管理者制度を導入する方針を決定。同年10月より指定管理者を設定している。また、これまでのスキー場の総称を「大山スキー場」から「だいせんホワイトリゾート」に変更した。なお、名称変更前に日本交通グループは中の原スキー場以外のスキー場運営権を取得している。

## ゲレンデ
従来の4スキー場は「エリア」として設定されており、4つのエリアに9コースが設けられている。なお、ゲレンデはコロナ禍に伴い営業範囲を縮小しているため、詳細は公式サイトの ゲレンデ情報 を参照。
上の原エリア（旧上の原スキー場）
- 管理者：株式会社だいせんリゾート[6]
- コース
  - U1コース 410 m
  - U2コース 760 m
- リフト[6]
  - U1号リフトA線（休止中）
  - U1号リフトB線
  - U2号リフト（休止中）

豪円山エリア（旧豪円山スキー場）
- 管理者：株式会社だいせんリゾート[6]
- コース 550 m
- リフト[6]
  - G1号リフト
  - G2号リフト
  - アクセスリフトA線
  - アクセスリフトB線

中の原エリア（旧中の原スキー場）
- 管理者：株式会社だいせんリゾート（このエリアのみ指定管理者が設定されている）[6][7]
- コース 870 m
- リフト[6]
  - N1号リフト
  - N2号リフト（休止中）
  - N3号リフト
  - N4号リフト

国際エリア（旧大山国際スキー場）
- 管理者：鳥取砂丘大山観光株式会社[6]
- コース
  - パラダイスコース 900 m
  - リーゼンコース 1,000 m
  - チャンピオンコース 1,600 m[1][9]
- リフト[6]
  - K1号リフトA線（休止中）
  - K1号リフトB線（休止中）
  - K2号リフト（休止中）
  - K3号リフト
  - K4号リフト
  - K5号リフト（休止中）

## 交通アクセス
自動車
- 米子自動車道 米子ICより約25分[1]。

公共交通機関（路線バス）
- 西日本旅客鉄道（JR西日本）米子駅より日本交通バスで大山寺バス停下車（米子駅より約50分）[1]。

ツアーバス（予約制・有料、2023年時点）
- 琴平バス[14]
  - コトバスステーション高松（香川県高松市、琴平バス高松営業所）発着（高松駅・宇多津駅経由）
  - 徳島駅前発着（松茂・津田SA下り経由）
- 両備バス[15]
  - 岡山専用駐車場（岡山県岡山市北区、山陽自動車道 岡山IC近く）発着